# Kartynowa Skała

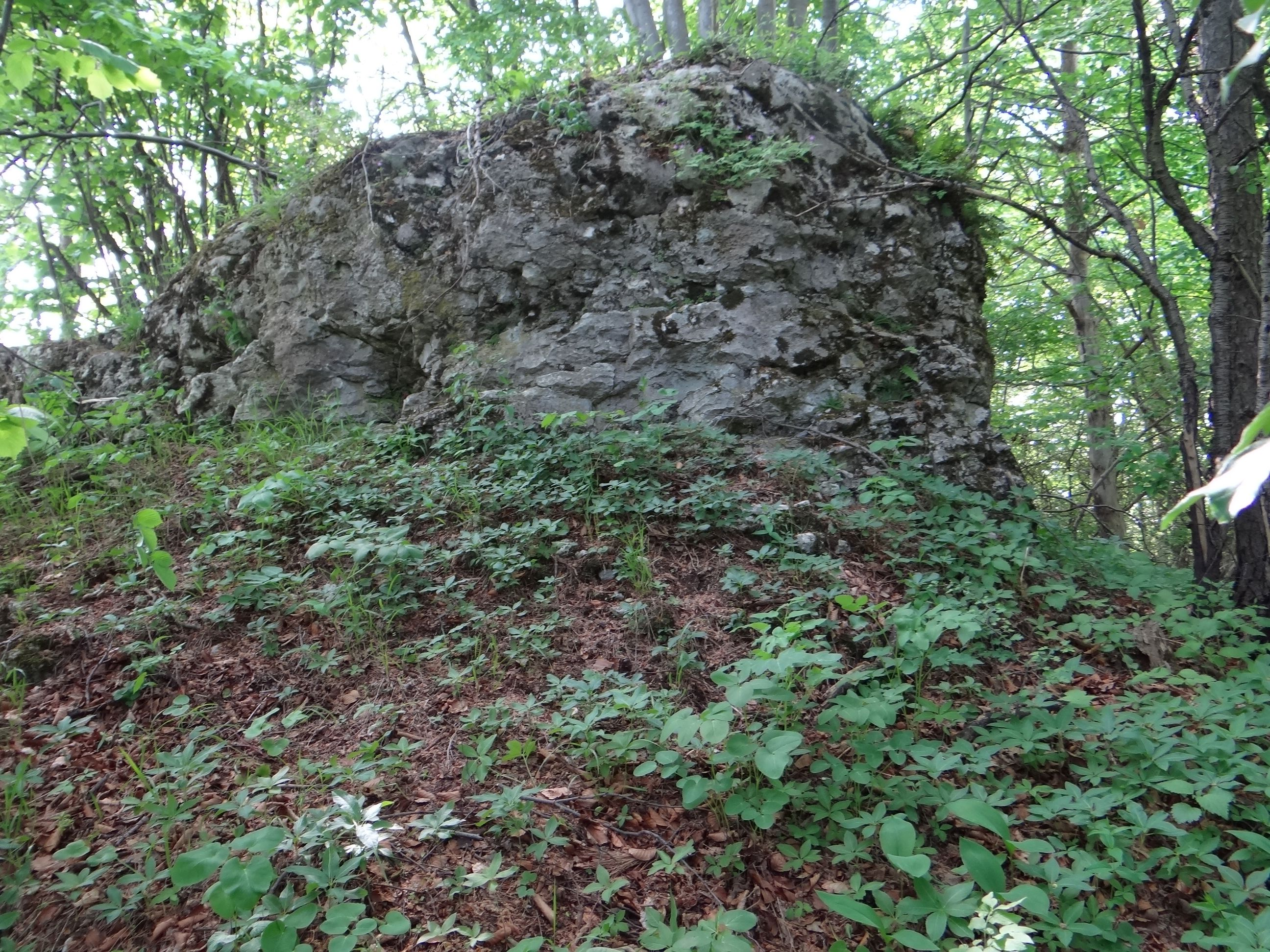
Szczyt Kartynowej Skały

Kartynowa Skała – skalisty pagór wśród pól miejscowości Śrubarnia w województwie śląskim, w powiecie zawierciańskim, w gminie Ogrodzieniec. Pod względem geograficznym znajduje się na Wyżynie Ryczowskiej będącej częścią Wyżyny Częstochowskiej, która z kolei wchodzi w skład Wyżyny Krakowsko-Częstochowskiej.
Kartynowa Skała zbudowana jest z górnojurajskich wapieni. Porasta ją las. Jej szczyt tworzy wapienna skałka, również południowe zbocza to wapienne ścianki i urwiska kilkumetrowej wysokości.